# Adam Weishaupt
Adam Weishaupt (6 de febrer de 1748 - 18 de novembre de 1830), fou professor de Dret Canònic de la Universitat d'Ingolstadt, cèlebre per haver fundat l'ordre de "Els perfectibilistes o Illuminatis". Va ensenyar que hi ha una il·luminació racional, al marge i per sobre de la fe, accessible a qualsevol persona, i capaç de conduir-lo a una superior perfecció.

## Biografia
Va néixer a Ingolstadt, Electorat de Baviera, el 6 febrer del 1748. Adam Weishaupt va néixer en el si d'una família jueva el pare era el rabí (George Weishaupt). A l'edat de cinc anys va quedar orfe i va ser criat amb la seva germana pel seu padrí i avi Johann Adam Ickstatt (1702-1776), que exercia com a director d'una escola jesuïta, curador de la Universitat d'Ingolstadt i membre del consell privat. Hi ha algunes discrepàncies pel que fa al parentiu familiar de Weishaupt i Ickstatt, ja que els cognoms no coincideixen, el cert és que Ickstatt va deixar el cognom Weishaupt quan abandona la religió jueva.
Va ser educat pels jesuïtes, rebent una forta influència de la biblioteca del seu avi, de la qual va aprendre part de la ideologia de filòsofs francesos. Estudia dret, economia, política, història i corrents ocultes com el gnosticisme i la filosofia de la recent maçoneria. Fonts de l'època asseguren que devorava voraçment cada llibre que es trobava. Tot i haver rebut una forta influència jesuïta i de viure en un període en què la Companyia de Jesús va ser perseguida a diferents països, Weishaupt sempre va mostrar rebuig envers aquesta.
Alguns escriptors argumenten que l'any de 1771 va conèixer un mercader danès anomenat Franz Kolmos, que el va introduir en les pràctiques màgiques d'Egipte i les doctrines antireligioses dels maniqueus, provocant en la ment del jove Weishaupt un esperit anarquista i poc tolerant envers la religió.
El 1772 va esdevenir catedràtic de dret civil i canònic de la Universitat de Ingolstadt. Molt ràpidament la concepció liberal de Weishaupt va entrar en conflicte amb els jesuïtes, però, i gràcies a la dissolució de la Companyia de Jesús pel papa Climent XIV el 1773, Weishaupt va esdevenir degà de la Facultat de Lleis de la universitat, càrrec que havia estat en mans dels jesuïtes des de feia noranta anys. Aquest mateix any va contreure núpcies sense l'aprovació d'Ickstadt.
Entre 1773 i 1775 va viatjar a França, on va conèixer i desenvolupa amistat amb Marie-Joseph Paul Yves Roch Gilbert du Motier (1757-1834) i Maximilien Robespierre (1758-1794)
Les seves inquietuds ideològiques van portar-lo a ingressar a la maçoneria, sortint-ne poc després, decebut amb el qual considerava simples reunions socials. Va decidir fundar la seva pròpia ordre el 1776, basant-se en el qual havia vist en els jesuïtes i la maçoneria, anomenant primer com a "Els perfectibilitat" i més tard com "Els Il·luminats de Baviera" (Illuminati), que és com coneixem a l'ordre avui en dia. Weishaupt va prendre el sobrenom de Spartacus, ja que es deia ser un alliberador de la consciència humana, arrabassant l'home dels dogmes i les religions que l'esclavitzaven.
Decebut amb els pocs membres amb què comptava el seu ordre, va demanar ajuda a un dels seus adeptes, el baró protestant Adolph von Knigge (Philón), el qual va donar un gran impuls a la societat, arribant a crear lògies a Alemanya, França, Àustria, Itàlia, Suïssa i Rússia.

## persecució i últims anys
El 22 de juny del 1784, les autoritats polítiques i religioses de Baviera, van donar ordre de perseguir els membres de la maçoneria i els Illuminati. Desbaratada la seva societat, Weishaupt i la seva família van fugir a Gotha, Saxònia. Van ser perseguits, ja que es va descobrir documentació a la casa de Weishaupt que plantejava dominar totes les facetes de la maçoneria, enderrocar les monarquies d'Europa i acabar amb l'Església Catòlica usant els mateixos mètodes que van usar els jesuïtes per defensar-se dels protestants.
Va rebre l'ajuda del duc Ernest II de Saxònia-Gotha-Altenburg (1745-1804), i va viure a Gotha escrivint una sèrie d'obres sobre l'il·luminisme, incloent una història completa de les persecucions dels Illuminati a Baviera (1785), una imatge de les Llums (1786), una disculpa per als Illuminati (1786), i un sistema millorat de les Llums (1787). Adam Weishaupt va morir a Gotha, el 18 de novembre de 1830, renegant de la seva fe catòlica en el llit de mort. Li van sobreviure la seva dona, Anna Maria Weishaupt (de soltera Sausenhofer), i els seus fills, Nanette, Charlotte, Ernst, Karl Weishaupt, Eduard i Alfred. Weishaupt va ser enterrat al costat del seu fill Wilhelm que el va precedir en la mort el 1802.

## Els Illuminati
| « | "En un moment, però, quan no hi havia tals finalitats de fer joc i d'abusar de les societats secretes, pensava fer ús d'aquesta feblesa humana d'un objectiu real i digne, en benefici de les persones. Jo volia fer el que els caps de les autoritats eclesiàstiques i seculars haurien d'haver fet en virtut del seu ofici ". Adam Weishaupt | » |

Weishaupt va fundar als Illuminati als boscos bavaresos la famosa nit de Walpurgis. No sé sap amb exactitud quantes persones van acompanyar-lo ni la seva identitat, només es coneix el nom de dos estudiants anomenats Max Merz i Anton von Massenhausen.
Encara que l'ordre no era democràtica, ja que Weishaupt i Knigge prenien les decisions argumentant que eren els més preparats i coneixedors de secrets ancestrals, la seva missió va ser l'abolició de tots els governs monàrquics i les religions de l'estat a Europa i les seves colònies.
Weishaupt va escriure: "el fi justifica els mitjans". El caràcter real de la societat va ser una complicada xarxa d'espies i contra-espies. Cada cel d'aïllament dels iniciats informava al seu superior sobre les operacions que realitzava en pro dels ideals de l'orde.
| « | "La salvació no està allà on els trons forts són defensats per l'espasa, on el fum dels encensers puja al cel o on milers d'homes forts mesuren amb passos els rics camps de la collita. La revolució que es produirà serà estèril si no és completa. " Adam Weishaupt | » |

## Llegat en les societats secretes
Probablement la figura d'Adam Weishaupt sigui juntament amb les de Hiram Abif i Jacques de Molay, una de les tres més representatives en la història de les societats secretes.
Adam Weishaupt va ser dels primers maçons a abordar temes religiosos i polítics dins de les lògies, motiu pel qual va guanyar molts enemics dins de la francmaçoneria, incloent-hi els màxims cossos maçònics internacionals d'aquell llavors. Potser aquest fet sigui el causant que el seu nom no aparegui dins de la llista de gran celebritats que han estat part d'aquesta societat.
Weishaupt ha estat vist des de diferents perspectives per part dels historiadors, alguns argumenten que era una persona obstinada que no tenia en bon estat les seves facultats mentals, altres que va crear la seva societat per salvar la seva càtedra, mentre que alguns el veuen com una persona que en el fons estimava als jesuïtes i desitjava la supervivència d'aquests mitjançant els Illuminati. No obstant això, és considerat per molts, de manera correcta o errònia, com un dels forjadors de l'anarquisme i del complot maçònic que va establir les bases dels moviments polítics que van donar com a origen la independència dels Estats Units, la Revolució francesa i l'emancipació de moltes colònies europees. De la mateixa manera, Weishaupt és considerat com un dels més grans exponents de l'ateisme i segons l'escriptor John J. Robinson, com el màxim conspirador de tots els temps.
| « | "No he portat Deisme a Baviera des de Roma. El vaig trobar aquí, en gran vigor, més abundant que en qualsevol dels Estats protestants veïns. Em sento orgullós de ser conegut pel món com el fundador dels Illuminati". Adam Weishaupt. | » |